# Rob Adams
Robert "Rob"  Adams (Zimbábue, 1948) é um arquiteto e urbanista australiano, nascido no Zimbábue, diretor de desenho urbano da City (área central) de   Melbourne, Austrália.  Adams e sua equipe receberam inúmeros prêmios, em razão das  soluções  inovadoras adotadas no projeto de requalificação do centro de Melbourne e arredores.

## Prêmios
Desde os anos  1980, a equipe de planejamento da City de Melbourne, chefiada por Adams recebeu mais de 100 prêmios estaduais e nacionais  pela excelência de seus projetos.
- Ordem da Austrália (AM) em  2007 por serviços prestados nas áreas de desenho urbano, planejamento urbano e arquitetura
- Melbourne Achiever Award, Committee for Melbourne, 2007.
- Ambientalista do Ano , 2008 (Austrália).
- Sidney Luker Medal, Planning Institute of Australia NSW, 2009.
- Australia Award for Urban Design por seu estudo  Transforming Cities, 2009.[2]